# 味方良介
味方 良介（みかた りょうすけ、1992年〈平成4年〉10月25日 - ）は、日本の俳優。東京都出身。ジャパン・ミュージックエンターテインメント（イー・コンセプト）所属。妻は元℃-uteのリーダーで女優の矢島舞美。

## 来歴
- 小学５年生の時、東宝版の『エリザベート』を観劇し、ミュージカル俳優を志す。
- 2011年、ミュージカルコンサート『恋するブロードウェイ♪』でデビュー。
- 2012年から2014年まで、ミュージカル『テニスの王子様』2ndシーズンにおいて柳生比呂士を演じ、人気を集める。
- 2017年に史上最年少の24歳でつかこうへい『熱海殺人事件』の木村伝兵衛を演じ、以来、2019年まで3年連続で同役を５度主演を務めた[2]。
- 2020年1月、フジテレビ系で放送されたスペシャルドラマ『教場』でテレビドラマ初出演[3][4]。
- 2022年11月8日、元℃-uteリーダーで女優の矢島舞美との結婚を報告[1]。2024年7月17日、第1子が誕生したことを報告した[5]。

## 人物
- 特技は器械体操、トーク、ドッジボール、料理[6]。テレビドラマ『教場』の撮影の際にはおにぎりやサンドイッチを共演者らに振る舞った[7]。
- デビューから舞台を中心に活躍していたこともあり、以前は映像作品に「食わず嫌い」のような感覚を持っていたという。しかし、舞台以外の刺激を求めて出演した『教場』を機に考えが変わり映像作品へ出演するようになった[8]。「主軸である舞台も、映像作品も、同じ比重でやっていければ理想的」と話す[9]。
- 同い年の俳優である木戸邑弥とは互いに「親友」と紹介しあう仲[10][11]。"きど×みか"というコンビ名でトークイベントも開催した[12]。
- つかこうへい作品で共演の多い芸人の石田明（NON STYLE）とはプライベートでも仲がよく、巷では2人合わせて「ハッピーセット」と言われている。また、石田からテレビやソファーなどをプレゼントされたこともある[13]。
- 犬を2匹飼っている。名前は「こま」[14][15]と「わたげ」[16]。
- 日出高等学校（現・目黒日本大学高等学校）出身で[17]、深澤辰哉（Snow Man）とは同級生であり、二人とも器械体操部で味方が部長を務めていた[18]。また、妻の矢島舞美も、同校で学年がひとつ上の先輩にあたる[19]。

## 出演

### 舞台
- ミュージカルコンサート『恋するブロードウェイ♪』（2011年11月3日、赤坂BLITZ）
  - ミュージカルコンサート『恋するブロードウェイ♪vol.3』（2014年2月28日 - 3月2日、EX THEATER ROPPONGI）[20]
  - ミュージカルコンサート『恋するブロードウェイ♪vol.4』（2015年5月28日 - 31日、博品館劇場 / 6月3日、アートピアホール）
  - ミュージカルコンサート『恋するブロードウェイ♪〜it's festival!〜』（2016年10月14日 - 16日、恵比寿ザ・ガーデンホール）[21]
- 劇団TipTap「Count Down My Life」（2012年2月16日 - 26日、ザムザ阿佐谷）
- ミュージカル・テニスの王子様2ndシーズン - 柳生比呂士 役
  - 青学vs立海（2012年7月13日 - 9月23日、JCBホール 他）
  - SEIGAKU Farewell Party（2012年10月11日 - 14日、JCBホール）
  - 青学vs比嘉（2012年12月20日 - 2013年2月17日、日本青年館 他）
  - コンサート Dream Live 2013（2013年4月27日 - 29日 / 5月3日 - 5日、横浜アリーナ 他）
  - 春の大運動会2014（2014年4月26日、横浜アリーナ）
  - 全国大会 青学vs立海（2014年7月12日 - 9月28日、JCBホール 他）
  - コンサート Dream Live 2014（2014年11月15日・16日 / 11月22日 - 24日、さいたまスーパーアリーナ 他）
- ママと僕たち（2013年6月21日 - 30日、AiiA Theater Tokyo） - 真理邑ゲンキ 役
  - ママと僕たち よちよちフェスティバル〜もっかい！いち！に！〜（2015年2月7日 - 15日、AiiA Theater Tokyo） - 真理邑ゲンキ 役
- ミュージカル『薄桜鬼』 - 山南敬助 役
  - 土方歳三篇（2013年10月2日 - 11日、日本青年館 大ホール）
  - 風間千景篇（2014年5月16日 - 18日、新神戸オリエンタル劇場 / 5月23日 - 6月1日、シアター1010）
  - 藤堂平助篇（2015年1月10日 - 12日、京都劇場 / 1月17日 - 25日、六本木ブルーシアター）
  - HAKU-MYU LIVE（2014年1月4日 - 5日、日本青年館 大ホール）
- 亜雌異人愚（アメイジング）なグレイス（2013年11月7日 - 10日、新神戸オリエンタル劇場 / 11月14日 - 24日、AiiA Theater Tokyo） - マルコ 役
- PONKOTSU-BARON project『オズからの招待状』（2014年3月19日 - 23日、紀伊国屋サザンシアター） - トミー 役
  - PONKOTSU-BARON project 第2弾『回転する夜』（2016年1月30日 - 2月7日、紀伊國屋サザンシアター） - 佐竹アツシ 役
- ネルフェス2014 in 武道館（2014年11月7日、日本武道館）
- *pnish* vol.14 舞台版『魔王 JUVENILE REMIX』（2015年4月18日 - 26日、AiiA Theater Tokyo / 5月1日・2日、新神戸オリエンタル劇場） - アンダーソン 役
- We are ウォンテッド！〜俺たちを捕まえろ！〜（2015年7月17日 - 20日、よみうり大手町ホール） - サトウ 役
- ちっちゃな英雄（2015年8月1日 - 31日、サンリオピューロランド内 1階フェアリーランドシアター） - ジョージ 役（W主演）
  - ちっちゃな英雄（2016年8月7日、サンリオピューロランド内 1階フェアリーランドシアター） - ジョージ 役（特別出演）
- BOYBAND（2015年10月10日、志木市民会館パルシティ/ 10月15日 - 25日、よみうり大手町ホール / 10月31日、サンケイホールブリーゼ） - ゲン 役
- 残酷歌劇『ライチ☆光クラブ』（2015年12月18日 - 27日、AiiA 2.5 Theater Tokyo） - ダフ 役
- ミュージカル『グランドホテル』（2016年4月9日 - 24日、赤坂ACTシアター / 4月27日・28日、愛知県芸術劇場大ホール / 5月5日 - 8日、梅田芸術劇場メインホール） - ジミー 役
- 新・幕末純情伝（2016年6月23日 - 7月3日、天王洲銀河劇場 / 7月6日 - 17日、紀伊國屋ホール / 7月22日 - 24日、梅田芸術劇場メインホール / 2017年1月3日 - 4日、穂の国とよはし芸術劇場PLAT 主ホール / 1月7日・8日、沖縄 中城城跡特設ステージ） - 桂小五郎 役 [22]
  - 新・幕末純情伝 FAKE NEWS（2018年7月7日 - 30日、紀伊國屋ホール） - 坂本龍馬 役
- 舞台版『こちら葛飾区亀有公園前派出所』（2016年9月9日 - 19日、AiiA 2.5 Theater Tokyo / 9月23日 - 25日、サンケイホールブリーゼ） - Wake 役
- Take me out（2016年12月9日 - 21日、DDD AOYAMA CROSS THEATER / 12月23日・24日、兵庫県立芸術文化センター 阪急 中ホール） - キッピー・サンダーストーム 役
  - テイクミーアウト 2018（2018年3月30日 - 5月1日、DDD AOYAMA CROSS THEATER） - キッピー・サンダーストーム 役
- 熱海殺人事件 - 木村伝兵衛 役
  - 熱海殺人事件 NEW GENERATION（2017年2月18日 - 3月6日、紀伊國屋ホール）[23]
  - 熱海殺人事件 CROSS OVER 45（2018年2月17日 - 3月5日、紀伊國屋ホール）
  - 熱海殺人事件 LAST GENERATION 46（2019年3月28日 - 31日、COOL JAPAN PARK OSAKA TTホール / 4月5日 - 18日、紀伊國屋ホール）
  - 熱海殺人事件 ラストレジェンド 〜旋律のダブルスタンバイ〜（2021年1月14日 - 31日、紀伊國屋ホール）（荒井敦史とのダブルキャスト）[24][25][26]
  - 新・熱海殺人事件 ラストスプリング（2022年3月31日 - 4月3日、紀伊國屋ホール）[27][28]
- 崩壊シリーズ『リメンバーミー』（2017年4月13日 - 30日、俳優座劇場 / 5月3日・4日、松下IMPホール / 5月11日、日本特殊陶業市民会館 / 5月13日・14日、都久志会館） - 大宮貫二 役
- MOJO（2017年6月23日 - 7月14日、品川プリンスホテル クラブeX） - スキニー 役
- 幽劇（2017年8月17日 - 23日、日本青年館ホール / 9月1日 - 3日、虹橋芸術中心） - 円若 役
- ウエアハウス〜Small Room〜（2017年10月8日 - 11月7日、アトリエファンファーレ高円寺） - シタラ 役
- ミュージカル「黒執事」-Tango on the Campania -（2017年12月 - 2018年2月、TBS赤坂ACTシアター 他） - ロナルド・ノックス 役
- LADY OUT LAW!（2018年9月14日 - 24日、品川プリンスホテル クラブeX） - サン 役
- 世界の終わりに君を乞う。（2018年12月1日 - 9日、博品館劇場） - 億宗太郎 役[29]
- 怜々蒐集譚（2019年2月16日 - 27日、新国立劇場 小劇場） - 幽興斎葛葉 役
- 銀幕の果てに（2019年4月24日 - 29日、紀伊國屋ホール / 5月8日・9日、COOL JAPAN PARK OSAKA TTホール） - 村雨 役
- 手塚治虫生誕90周年記念事業『奇子』（2019年7月14日・15日、水戸芸術館ACM劇場 / 7月19日 - 28日、紀伊國屋ホール / 8月3日・4日、サンケイホールブリーゼ） - 下駄波奈夫 役
- HAMLET-ハムレット-（2019年9月8日 - 10月6日、東京グローブ座 / 10月9日 - 15日、森ノ宮ピロティホール） - フォーティンブラス 役
- フラガール -dance for smile-（2019年10月18日 - 27日、日本青年館 / 11月2日 - 4日、サンケイホールブリーゼ） - 谷川洋二朗 役
- ニッポン放送開局65周年つかこうへい演劇祭 -没後10年に祈る-「飛龍伝2020」（2020年1月29日 - 2月12日、新国立劇場 中劇場 / 2月22日 - 24日、COOL JAPAN PARK OSAKA TTホール） - 桂木純一郎 役[30]
- あずみ～戦国編～（2020年3月20日 - 29日、Bunkamuraシアターコクーン[注 1]） - 飛猿 役[34]
- ミュージカル『ロミオ＆ジュリエット』（2021年5月21日 - 6月13日、TBS赤坂ACTシアター / 7月3日 - 11日、梅田芸術劇場メインホール / 7月17日・18日、愛知県芸術劇場大ホール） - ベンヴォーリオ 役[35]
- 二兎社公演45『鴎外の怪談』（2021年11月12日 - 12月5日、東京芸術劇場 シアターウエスト 他） - 永井荷風 役[36]
- 十三回忌追悼公演 つかこうへいLonely 13 Blues 蒲田行進曲完結編 銀ちゃんが逝く（2022年7月8日 - 18日、紀伊國屋ホール） - 倉岡銀四郎 役[37]
- After Life（2023年7月8日 - 18日、新国立劇場 中劇場 / 7月21日 - 27日、森ノ宮ピロティホール / 8月2日 - 4日、キャナルシティ劇場） - オバフェミ・テイラー 役[38]
- ミュージカル『ブラック・ジャック』（2025年6月28日 - 7月13日、IMM THEATER / 7月18日、新潟テルサ / 21日、COMTEC PORTBASE / 23日、アクトシティ浜松 / 26日、カナモトホール / 7月31日 - 8月2日、兵庫県立芸術文化センター） - ドクター・キリコ 役[39]

### 朗読劇
- LOVE LETTERS 2018 Autumn Special（2018年11月18日、サンシャイン劇場） - アンディ 役
- Reading & Live「Five senses-五感-」（2019年5月20日・21日、eplus LIVING ROOM CAFE&DINING）
- つかこうへい没後10年追悼イベント 朗読 蒲田行進曲完結編『銀ちゃんが逝く』（2020年7月10日 - 12日・23日 - 26日、紀伊國屋ホール） - 倉岡銀四郎 役[40]

### テレビドラマ
- 教場（2020年1月4日・5日、フジテレビ） - 都築耀太 役[41]
  - 教場II（2021年1月3日・4日） - 都築耀太 役[42]
- ふろがーる! 第3話（2020年7月30日、テレビ東京） - 温井守 役[43]
- 妖怪シェアハウス（2020年8月1日 - 9月19日、テレビ朝日） - 水岡譲 役[44]
- ドリームチーム（2021年1月22日 - 3月12日、NHK総合） - 安東悠一 役[45]
- 桶狭間〜織田信長 覇王の誕生〜（2021年3月26日、フジテレビ） - 服部小平太 役[46][47]
- 理想のオトコ（2021年4月8日 - 5月27日、テレビ東京） - 志摩圭吾 役[48]
- 刑事7人 season7 第4話（2021年8月11日、テレビ朝日） - 登戸和馬 役
- 相棒 season20 第1話 - 第3話（2021年10月13日 - 27日、テレビ朝日） - 鷲見三乘 役
- DCU〜手錠を持ったダイバー〜 最終話（2022年3月20日、TBS） - 工藤 役[49]
- 恋なんて、本気でやってどうするの?（2022年4月18日 - 6月20日、関西テレビ・フジテレビ系） - 清宮敏彦 役[50]
- 俺の可愛いはもうすぐ消費期限!? 第4話（2022年5月7日、テレビ朝日） - 成島 役[51]
- 元彼の遺言状 第6話（2022年5月16日、フジテレビ） - 森蘭丸（栗花落海斗） 役[52]
- 悪女（わる）働くのがカッコ悪いなんて誰が言った? 第7話（2022年5月25日、日本テレビ） - 如月隼人 役
- 復讐の未亡人 第1話・第3話・第7話・最終回（2022年7月7日 - 8月26日、テレビ東京） - 前田亜津志 役[53][注 2]
- 初恋の悪魔（2022年7月16日 - 9月24日、日本テレビ） - 口木知基 役[54][55]
- ノンレムの窓 2022・秋「未来から来た男」（2022年10月9日、日本テレビ） - ディレクター 役[56]
- ちむどんどんスペシャル「ちむどんどん外伝　賢秀望郷編」（2022年11月6日 / 12日、NHK BS4K / NHK BSプレミアム） - 千恵子の夫 役[57]
- クロサギ 第6話（2022年11月25日、TBS） - 栗原裕一郎 役[58][59]
- DOCTORS〜最強の名医〜ファイナル（2023年1月3日、テレビ朝日） - 森脇誠一 役[60]
- 警視庁アウトサイダー 第3話（2023年1月19日、テレビ朝日） - 山野井昭 役[61]
- 超人間要塞ヒロシ戦記（2023年2月13日 - 3月16日、NHK総合） - 祐樹 役[62][63]
- 罠の戦争 第7話・第8話 -（2023年2月27日・3月6日、関西テレビ・フジテレビ系） - 鴨井文哉 役[64]
- 転職の魔王様 第2話（2023年7月24日、関西テレビ・フジテレビ） - 渋井克行 役[65]
- ゼイチョー〜『払えない』にはワケがある〜 第4話（2023年11月4日、日本テレビ） - 犬飼雅也 役[66]
- 大奥 Season2「幕末編」（2023年11月7日 - 12月12日、NHK総合） - 勝義邦 / 勝海舟 役[67]
- 正直不動産2 第5話（2024年2月6日、NHK総合） - 若村直 役
- 大奥 第4話 - 最終話（2024年2月8日 - 3月28日、フジテレビ） - 平賀源内 役[68]
- イップス（2024年4月12日 - 6月21日、フジテレビ） - 酒井純平 役[69]
- 心はロンリー 気持ちは「…」 FINAL（2024年4月27日、フジテレビ） - 腰越郁也 役[70]
- 霊験お初〜震える岩〜（2024年5月4日、テレビ朝日） - 内藤安之介 役[71]
- 君とゆきて咲く〜新選組青春録〜 第6話・第8話 - 第13話・第18話（2024年5月30日・6月13日 - 7月25日・8月29日、テレビ朝日） - 松平容保 役[72]
- ブラック・ジャック（2024年6月30日、テレビ朝日） - 古川駿斗 役[73][74]
- ギークス〜警察署の変人たち〜 第1話（2024年7月4日、フジテレビ） - 柘植仁 役[75]
- 伝説の頭 翔 第6話（2024年8月23日、テレビ朝日） - 工藤剣司 役[76]
- 嘘解きレトリック（2024年10月7日 - 12月16日、フジテレビ） - 端崎馨 役[77]
- 1995〜地下鉄サリン事件30年 救命現場の声〜（2025年3月21日、フジテレビ） - 服藤恵三 役[78]
- 永遠についての証明（2025年3月22日、NHK BS8K） - 田中優 役[79]
- キャスター 第2話（2025年4月20日、TBS） - 今井和彦 役[80]
- 大岡越前8 第1話（2025年6月8日、NHK BS / NHK BSプレミアム4K） - 彦次 役[81]
- 世界で一番早い春（2025年6月20日 - 、MBS） - ゴリラ丸男 役[82]
- 愛の、がっこう。（2025年7月10日 - 、フジテレビ） - 佐倉栄太 役[83]

### ウェブドラマ
- ホットママ（2021年3月19日 - 4月9日、Amazonプライム・ビデオ） - 瀬戸幸次郎 役[84][85][86]
- モダンラブ・東京〜さまざまな愛の形〜#5「彼を信じていた十三日間」（2022年10月21日、Amazonプライム・ビデオ） - 佐藤 役

### 映画
- 怜々蒐集譚（2019年2月17日、Zu々） - 幽興斎葛葉 役[87]
- 赤ずきん、旅の途中で死体と出会う。（2023年9月14日配信、Netflix）[88]
- 劇場版 君と世界が終わる日に FINAL（2024年1月26日、東宝） - 芹澤龍平 役[89]
- 片思い世界（2025年4月4日、東京テアトル・リトルモア） - 事件を語る父親 役[90]

### テレビ番組
- ごはんジャパン（2020年8月1日、テレビ朝日） - ゲスト出演
- ONE hour Sense（2021年6月27日、フジテレビ） - ゲスト出演
- サンド石井のニッポン白い未来黒い未来（2023年1月8日、フジテレビ） - ドラマパート出演
- ゴルフ交遊抄（2025年1月12日・19日、BSテレ東） - ゲスト出演[91][92]

### CD
- ミュージカル・テニスの王子様2ndシーズン関連
  - 『WE ARE ALWAYS TOGETHER』TYPE A / TYPE B（2013年4月24日）
- ミュージカル『薄桜鬼』関連
- 藤岡正明『M’S MUSICAL MUSEUM CONCERT』（2016年4月9日） - 5曲目『THE PROPOSAL The Night Was Alive「TITANIC」より』にゲスト参加

### ライブ・コンサート
- 藤岡正明『M's Musical Museum vol.2』（2015年11月14日、DDD AOYAMA CROSS THEATER） - ゲスト出演
  - 藤岡正明『M's Musical Museum vol.3』（2016年8月6日、Mt.RAINIER HALL SHIBUYA PLEASURE PLEASURE） - ゲスト出演
- 藍澤幸頼の聞きたい方々 SPECIAL（2016年11月17日、宮地楽器ホール 大ホール）

### トークイベント
- 小野田龍之介のI LOVE THE MUSICAL！！（2013年5月28日 ニコニコ生放送） - ゲスト出演
- 木戸邑弥×味方良介 トークイベント “きど×みか”のいつのまにか（HAPPY HOURDDD AOYAMA CROSS THEATER）
  - vol.1（2014年12月20日）
  - vol.2（2015年12月29日）
  - vol.3（2016年12月27日）
- D-room 9（2016年1月23日、ザムザ阿佐谷） - ゲスト出演
- 独占インタビュー〜運命のドロップキック〜（新宿ゴールデン街劇場） - ゲスト出演
  - vol.19（2017年8月1日）
  - vol.27（2018年5月2日）
  - vol.39（2019年5月17日）
  - vol.49（2019年12月5日）
- 久保田荘〜オーナー気取り〜（2018年11月6日、新宿ゴールデン街劇場） - ゲスト出演